# L'archipel
L'archipel es un rascacielos de oficinas en construcción ubicado en el distrito de negocios de La Défense cerca de París, Francia (precisamente en Nanterre). Inicialmente programada para la primavera de 2021, la torre tiene 106 metros de altura.
Acogerá la sede mundial de la empresa Vinci.